# كينغ أوف ماسك سينغر
كينغ أوف ماسك سينغر (بالإنجليزية: King of Mask Singer)‏ هو برنامج غنائي كوري جنوبي تم عرضه لأول مرة على مؤسسة منهوا للإذاعة في 5 أبريل 2015.

## وصلات خارجية
- كينغ أوف ماسك سينغر على موقع IMDb (الإنجليزية)
- كينغ أوف ماسك سينغر على موقع ميوزك برينز (الإنجليزية)